# 지눌
지눌(知訥, 1158년~1210년 4월 22일(음력 3월 27일))은 고려 중기 ~ 후기의 승려이다. 속성이 정(鄭)이고, 자호가 목우자(牧牛子)이며, 시호는 불일보조국사(佛日普照國師)이며, 탑호는 감로(甘露)이다. 동주(洞州: 서흥) 출생이다.
대한불교조계종에서는 도의(道義: fl. 821)국사를 조계종의 종조(宗祖)로 여기며, 보조국사 지눌을 조계종의 중천조(中闡祖: 분명하게 밝힌 조사)로 여기며, 태고국사 보우(普愚: 1301~1382)를 중흥조(中興祖: 중흥시킨 조사)로 여긴다.

## 생애
1158년 국자감의 학정(學正)을 지낸 정광우(鄭光遇)와 부인 조(趙)씨 사이에서 태어났다. 8세에 사굴산파의 종휘(宗暉)를 은사로 하여 승려가 되어 구계(具戒)를 받고 일정한 스승 없이 도를 구하였다.
1182년(명종 12년) 승과에 급제하였으나 승려로서의 출세를 포기하고 많은 선배를 찾아다니며 가르침을 받았다. 개경 보제사(普濟寺)에서 열린 담선법회(談禪法會)에 참여해 10여 명의 동료들과 뒷날 결사(結社)를 하기로 약속했다. 이후 창평(지금의 담양) 청원사(淸願寺)에서 《육조단경》을 읽다가 “진여자성(眞如自性)은 항상 자유롭고 자재하다”는 구절에서 깨달음을 얻었다. 지눌은 이를 계기로 혜능을 평생의 스승으로 삼았다.
1185년 속세를 피하고 도를 구하기 위하여 하가산(下柯山, 지금의 예천 학가산)의 보문사(普門寺)에 들어갔다. 그곳에서 《대장경》을 열독하며 불도에 전력하던 중, 《화엄경》 여래출현품(如來出現品)의 “여래의 지혜가 중생의 몸 가운데 있다”라는 구절과 이통현(李通玄)이 쓴 《신화엄경론(新華嚴經論)》의 “몸은 지혜의 그림자”라는 구절에서 크게 깨달았다고 전해진다. 이로써 선교일원(禪敎一元)의 원리를 발견하고 독자적인 사상을 확립하였다.
1188년 득재(得才)·몽선(夢船) 등과 팔공산 거조사(居組寺)로 거처를 옮겨 정혜결사(定慧結社)를 조직했다. 1190년 《권수정혜결사문(勸修定慧結社文)》을 지어 선포하고 뜻을 같이 하는 사람들을 모았다.
1197년 왕족 및 관리를 비롯하여 승려 수백 명이 결사에 참여하여 함께 수도하던 중, 시비를 일으키는 무리를 교화하지 못하자 지리산 상무주암(上無住庵)으로 들어가, 홀로 선정(禪定)을 닦았다. 그때 《대혜어록(大慧語錄)》을 보다가, 현실참여적인 보살행에 대한 깨달음을 얻는다.
1200년 송광산(松廣山) 길상사(吉祥寺)에서 11년 동안 제자들에게 설법을 전하니 사방에서 사람들이 몰려들었다. 그들에게 《금강경》, 《육조단경》, 《화엄론》, 《대혜록》 등으로 가르치고 성적등지문(惺寂等持門) · 원돈신해문(圓頓信解門) · 경절문(經截門)의 3종으로 수행을 이끌었는데, 믿음에 들어가는 자가 많았다. 억보산의 백운정사 · 적취암과 서석산의 주봉란야 · 조월암 등은 다 지눌이 창건하고 왕래하며 수선(修禪)하였다.
1204년 희종이 즉위하여 송광산을 조계산(曹溪山)으로 길상사를 수선사(修禪社)로 개명하고, 친히 제방(題榜)을 써서 보낸다. 또한 희종은 지눌에게 만수가사(滿繡袈裟)를 하사하고, 120일 동안 낙성법회를 열게 하였다.
1210년 4월 22일 승도를 소집하여 법복을 입고 당(堂)에 올라가 설법하다가 주장(柱杖)을 잡은 채 입적하였다. 희종은 불일보조국사(佛日普照國師)라는 시호와 감로(甘露)라는 탑호(塔號)를 내렸다. 저서로 《권수정혜결사문(勸修定慧結社文)》·《원돈성불론(圓頓成佛論)》·《간화결의론(看話決疑論)》·《진심직설(眞心直說)》·《계초심학입문(誡初心學入門)》·《법집별행록절요병입사기(法集別行錄節要竝入私記)》·《화엄론절요(華嚴論節要)》·《염불요문(念佛要門)》·《수심결(修心訣)》·《육조혜능대사법보단경발(六祖慧能大師法寶壇經跋)》 등이 있으며, 《상당록(上堂錄)》·《법어가송(法語歌頌)》·《선각명(禪覺銘)》 등은 오늘날 전하지 않는다.
왕이 문신 김군수(金君綬)에게 비문을 찬수케 하여 비석을 세웠는데 병화에 없어지고 귀부(龜趺)만 남은 것을 1678년(조선 숙종 4년)에 백암(栢菴) · 성총(惺聰) 등이 중건하였다.

## 사상

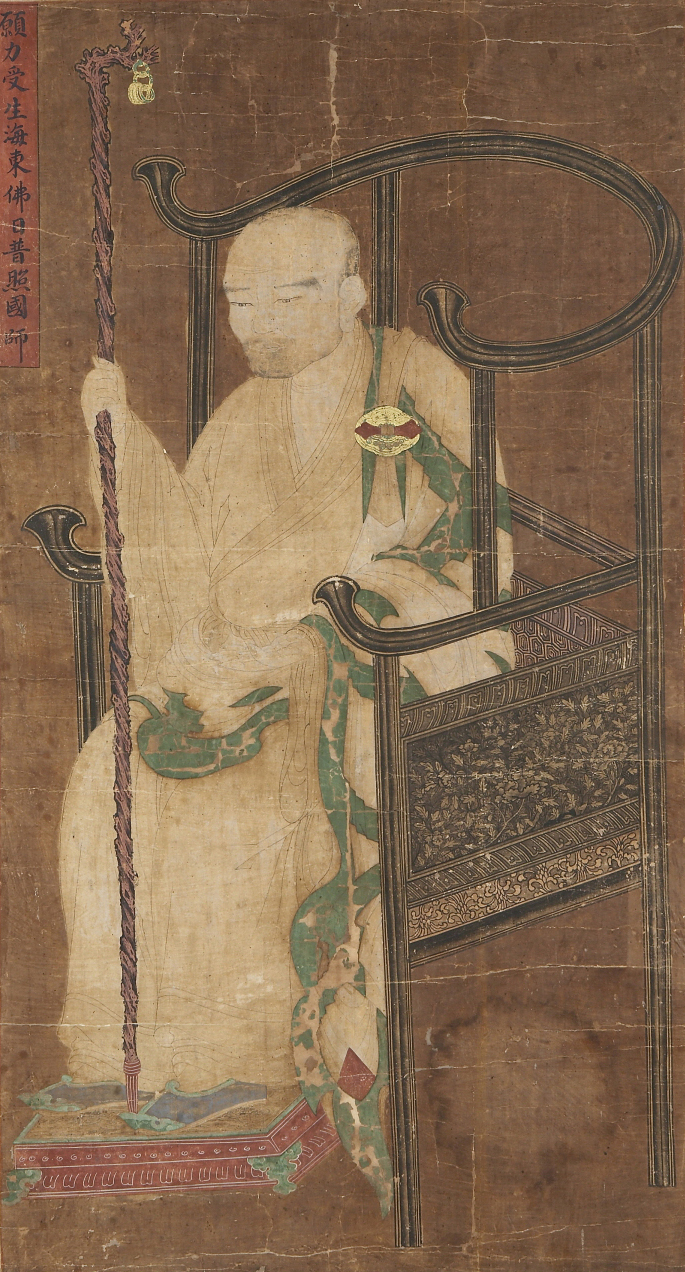
대구 동화사 소장 지눌의 다른 초상화

지눌은 1182년 선과(禪科)에 합격하고 청원사(淸願寺)에 이르러 혜능(慧能)의 《6조단경(六祖壇經)》에서 홀연히 깨치고, 이통현(李通玄) 거사의 《화엄론(華嚴論)》에서 선 · 교가 다르지 않음을 알았고, 대혜(大慧) 선사의 《대혜어록(大慧語錄)》에서 최후의 의혹을 씻었다 한다. 이러한 깨침의 과정은 그의 독창적인 선사상의 토대가 되었다.
지눌은 사람을 대할 때 ① 성적등지문(惺寂等持門), ② 원돈신해문(圓頓信解門), ③ 경절문(經截門)의 3문으로 하였는데, 이 3문은 각각 자신의 깨침의 계기가 된 《6조단경》·《화엄론》·《대혜어록》에서 나온 것이다.
지눌은 선 · 교의 배타성이 교리적으로 있을 수 없음을 논하여 돈오점수(頓悟漸修)를 강조하였는데, 돈오는 중생의 본성이 본래 깨끗하여 부처와 조금도 다름이 없음을 문득 깨치는 것이고, 점수는 그렇게 깨쳤다 하더라도 번뇌는 쉽게 없어지지 않으므로 "정"과 "혜"를 꾸준히 닦지 않으면 안 된다는 내용이다. 지눌이 주장한 성적등지문 · 원돈신해문 · 경절문의 3문 중에서 원돈신해문(圓頓信解門)은 돈오점수의 돈오(頓悟)와 그 내용이 같고, 성적등지문(惺寂等持門)은 점수(漸修)와 그 내용이 같다. 그러나 이러한 돈오점수는 학문적인 해석("지해 · 知解")의 자취를 아직 가시지 못하고 있으므로 그것을 타개하기 위해서는 선의 화두를 공부하라는 것이 경절문(經截門)이다.
지눌은 교(敎)의 입장에서 선(禪)을 포용하려 했던 의천(義天)과는 달리, 선(禪)의 입장에서 교(敎)를 융합하려 했다. 그는 ‘마음이 곧 부처(心卽是佛)’라는 선종의 교의와 모든 존재와 현상들이 바로 불성(佛性)의 드러남이라는 화엄(華嚴) 사상의 성기설(性起說)이 궁극적으로 일치한다고 보았다. 그는 “부처의 말씀은 교(敎)가 되고, 조사(祖師)가 마음으로 전한 것은 선(禪)이 되었다. 부처와 조사의 마음과 말씀이 서로 어긋나지 않거늘 어찌 그 근원을 궁구(窮究)하지 않고 각기 익힌 것에만 집착하여 부질없이 쟁론을 일으켜 헛되이 세월만 보내는가”라며 선(禪)과 교(敎)가 궁극적으로 다르지 않음을 강조하였다.
수행에 있어서는 선정(禪定)과 지혜(智慧)를 함께 닦는 정혜쌍수(定慧雙修)를 주장하여 선(禪)과 교(敎) 어느 하나에만 치우치는 것을 경계하였다. 교(敎)만을 강조하는 것을 ‘문자만 찾는 미친 지혜’라고 비판하였고, 선(禪)만을 강조하는 것을 ‘헛되게 침묵만 지키는 어리석은 선’이라고 비판하였다. 교학(敎學)은 이것저것 가리는 분별지(分別智)에 사로잡혀 ‘견성성불(見性成佛)’의 깨달음을 알지 못해 굴하기 쉽고, 선학(禪學)은 밀의상전(密義相傳)이라 해서 자칫하면 헛되이 앉아 졸기만 하거나 약간의 깨달음을 얻더라도 그 깊고 얕음을 알지 못한다. 따라서 교(敎)와 선(禪)을 따로 나누어 보지 말고, 부처와 조사의 말씀과 가르침을 바로 이해하여 참선하는 정혜쌍수(定慧雙修)가 필요하며, 계율의 실천 또한 게을리 하지 말아야 한다고 가르쳤다.
지눌의 이러한 선사상의 체계는 조계(曹溪) 혜능의 선 속에 화엄을 흡수한 것이었다. 지눌의 조계선(曹溪禪)이 이와 같이 독창적이었던 반면, 지눌 이전의 한국 선은 단지 중국 선의 연장에 불과하였다고 평가받고 있다.
오랫동안 지지되어 왔던 지눌의 종합적 접근 방식을 이단이라 비판한 이가 성철이다. 성철은 지눌의 돈오점수가 아닌 돈오돈수(頓悟頓修)가 선종 수행의 관행이라고 주장했다.

## 관련 문화재
- 대구 동화사 보조국사 지눌 진영 - 보물 제1639호
- 순천 송광사 보조국사비 - 전라남도 유형문화재 제91호
- 순천 송광사 보조국사 감로탑 - 전라남도 유형문화재 제256호

## 같이 보기
- 의천
- 계초심학인문

## 참고 문헌
- 이 문서에는 다음커뮤니케이션(현 카카오)에서 GFDL 또는 CC-SA 라이선스로 배포한 글로벌 세계대백과사전의 "무인시대의 문화" 항목을 기초로 작성된 글이 포함되어 있습니다.